# 费代里科·加蒂
费代里科·加蒂（義大利語：Federico Gatti，1998年6月24日—），意大利足球运动员，司职中后卫，效力于意甲俱乐部尤文图斯和意大利國家足球隊。
加蒂青训时期效力于基耶里、都灵和阿歷山迪亞，2015年2月转到意大利足球推广联赛俱乐部帕瓦罗洛开启成年队生涯，帮助球队在下个赛季升级到卓越联赛。2016年中，加蒂转会到萨卢佐，六个月后回归帕瓦罗洛，留队至2018年，赛季最后几场比赛的位置从中场转到后卫。随后又转会到韦尔巴尼亚，帮助球队拿下卓越联赛冠军，在2018至19赛季升级到意丁。2020年，加蒂加盟意丙球队柏迪亞，次年转会到意乙球队弗羅西諾內。2022年1月，加蒂加盟意甲球队尤文图斯，但被尤文图斯租借到弗羅西諾內，直至赛季结束后。
国家队方面，加蒂从未参加过青年队的比赛，但在2022年首次代表意大利国家队出战，2024年入选意大利参加欧洲杯的最终名单。

## 俱乐部生涯

### 青训时期
2005年，7岁的加蒂参与了基耶里业余体育协会对阵拖連奴的友谊赛。都灵球坛乔治·博斯卡拉托（Giorgio Boscarato）注意到加蒂在前腰位置的能力，把他介绍给都灵青年队体育总监西尔瓦诺·贝内代蒂，贝内代蒂最终决定签下加蒂。加蒂先是晋升到都灵的U15队，后来转往阿歷山迪亞青年队。2012–13赛季和2013–14赛季，加蒂在球队的U15队和U17队度过。
整个青训生涯，都灵和阿歷山迪亞都没有考虑吸收他到一线队。2014–15赛季，加蒂被租借到帕瓦罗洛。加蒂没有参加过帕瓦罗洛的U17队比赛，赛季大多数时间都是在U19队度过。虽然只有17岁，加蒂代表帕瓦罗洛U19出战18场联赛，贡献13球。

### 业余生涯
2015年2月，加蒂在帕瓦罗洛一线队首秀，整个赛季为一线队打了四场比赛。之后的赛季，加蒂正式加入一线队，共参加27场联赛，贡献三球，赢得赛季最佳年轻球员奖。在加蒂的帮助下，帕瓦罗洛晋升到卓越联赛，拿下皮埃蒙特大区–瓦莱达奥斯塔大区卓越意大利盃。
2016年，阿歷山迪亞将加蒂租借到萨卢佐。然而加蒂在萨卢佐没有发挥空间，2017年中就回到帕瓦罗洛。到赛季结束的时候，帕瓦罗洛逃过了降级到推广联赛的厄运。2016–17赛季，加蒂共参加31场联赛，贡献8球。
2017–18赛季，帕瓦罗洛陷入财政困难，无法为球员发放薪酬，经验老到的球员纷纷缺席训练，或是缺席最后10场联赛，因此U19队球员晋升到一线队填补空缺。由于加蒂是阵容中最高的球员，他的位置从中场改到後衛。赛季结束的时候，帕瓦罗洛降级到推广联赛。在帕瓦罗洛对阵韦尔巴尼亚的一场比赛中，韦尔巴尼亚方面对加蒂在后防线的表现印象深刻，2018年与加蒂签订正式合同。加蒂为韦尔巴尼亚出战34场联赛，帮助球队拿下卓越联赛冠军，晋升意丁。之后加蒂又受到意丙球队卡维塞1919垂青，惟加蒂没有接受对方的购买。随后的2019–20赛季中，COVID-19疫情打乱了原本的赛程，比赛被迫腰斩。该赛季加蒂共参加22场比赛，攻入3球，他的球队降级到卓越联赛。

### 柏迪亞和弗羅西諾內

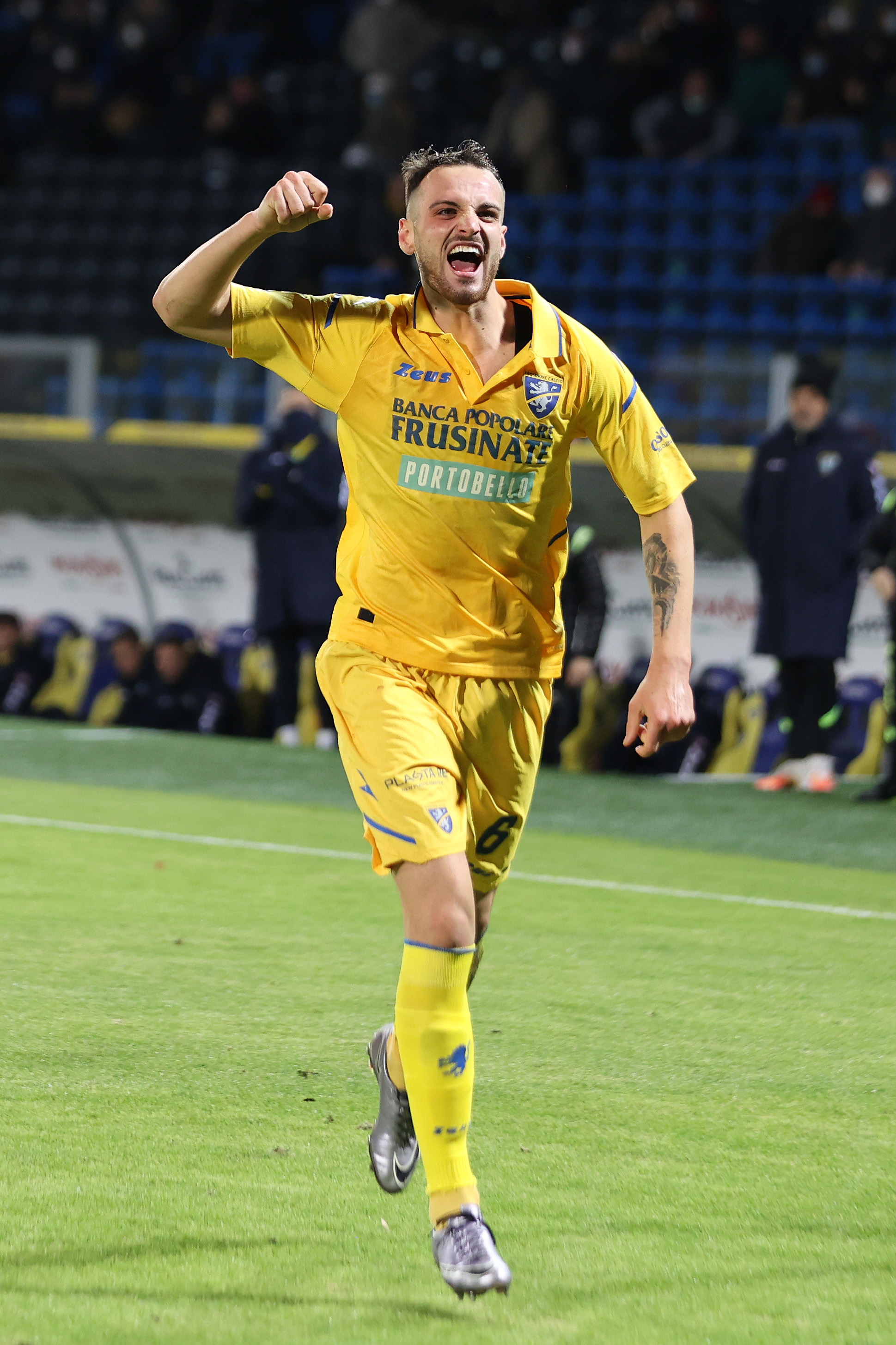
2021年12月18日，加蒂在对阵史帕爾的比赛中庆祝头球破门

2020年中，加蒂正式成为职业足球运动员，与意丙球队柏迪亞签约。同年9月30日，加蒂首次代表柏迪亞出战，在对阵维琴察的意大利盃第二回合比赛中上场，最终柏迪亞在加时赛2比3不敌维琴察。10月4日，加蒂首次参加意丙联赛，帮助球队1比1逼平普罗韦尔切利。2021年4月3日，加蒂在1比0战胜莱科的比赛攻入自己在柏迪亞的唯一一个进球。5月9日，加蒂参加对阵尤文图斯预备队尤文图斯U23的意丙升级附加赛，最终主场1比3不敌尤文图斯，附加赛第一回合便惨遭淘汰。该赛季加蒂共参加36场比赛，几乎每场比赛打满全场。
2021年，加蒂转到意乙球队弗羅西諾內，合同期四年，薪资25万欧元。8月15日，加蒂首次代表弗羅西諾內出战，在对阵威尼斯的意大利杯第一回合比赛中1比1战平，之后在互射十二碼射失点球，让球队7比8输给对手。8月20日，加蒂首次亮相意乙联赛，在对阵帕爾馬的比赛中首发上场，2比2战平对手。10月23日，在2比1战胜阿斯科利的比赛中攻入个人在弗羅西諾內首球。12月4日，在1比1战平特尔纳纳的比赛中两黄变一红罚下，两张黄牌只相隔两分钟。12月18日，弗羅西諾內4比0大胜史帕爾，此前停赛一场的加蒂回归，为球队攻入两球。
2022年1月31日，经过谈判，加蒂正式加盟尤文图斯，合同期四年半，薪资750万欧元，外加250万欧元的表现奖金。跟尤文签约前，他被尤文的德比对手都灵抢夺。签下加蒂后，尤文马上就把他租借到弗羅西諾內，直至赛季结束。整个赛季，加蒂共参加36场比赛，贡献5球，领到黄牌13张。其中35场比赛为首发并打满全场，唯一没有首发的比赛是对阵特尔纳纳的意丙比赛，他在这场比赛中被红牌罚下。10月17日，加蒂荣获2021年至2022年意大利足球丙级联赛年度最佳球员奖

### 尤文图斯
2022年8月31日，加蒂首次参加意甲比赛，率领尤文2比0战胜斯佩齊亞。10月25日，加蒂首次亮相欧洲冠军联赛，帮助球队4比3击败本菲卡。2023年4月13日，欧足联欧洲联赛四分之一决赛首回合，加蒂攻入个人在尤文首球，帮助球队1比0战胜士砵亭。

## 国家队生涯
2022年5月，意大利國家足球隊主教练羅拔圖·文仙尼征召加蒂参加球队集训。同年6月11日，加蒂首次代表意大利国家队出战，在对阵英格蘭的歐洲足協國家聯賽比赛中首发上场，最终双方0比0握手言和，赛后意大利《晚邮报》赞扬加蒂的表现像老将。
2024年6月3日，加蒂入选意大利参加2024年歐洲足球錦標賽的初选名单，取代受伤退赛的喬治歐·斯卡爾維尼。

## 比赛风格
加蒂是一名强壮的右脚中后卫，身高1.9米。90min.com撰稿人安德里亚·吉甘特（Andrea Gigante）认为，加蒂的技术及视野出众，归功于他之前的中场经历。此外，加蒂拥有强大的气场，头球破网能力出众。《共和国报》撰稿人多梅尼科·马尔凯塞（Domenico Marchese）认为，加蒂擅长盯人。柏迪亞的体育总监桑德罗·图罗蒂（Sandro Turotti）认为，加蒂能适应四人防守阵容，也可以像在柏迪亞那样，在三人防守的阵容中达中右翼。

## 个人生活
加蒂是家中独子，他效力于帕瓦罗洛的时候，其父亲是球队的体育总监。
17岁的时候，父亲失业，加蒂辍学打工，干过砌磚工，生产过窗户，修过房顶，在市场打工，每天要干九到十个小时，直到2018年。加蒂通常在晚上练球，练到晚上11点才吃晚饭，凌晨三四点起床。这段经历与莫雷诺·托里切利有相似之处，1992年签约尤文图斯之前，托里切利一边做木工，一边踢业余联赛。
加蒂视尤文后卫乔治·基耶利尼为偶像。从中场转向后卫前，加蒂受到法蘭克·林柏特、史提芬·謝拉特、阿德尔·塔拉布特和拉賈·納因戈蘭影响。

## 生涯统计

### 俱乐部
最後更新：2024年5月20日
| 俱乐部             | 赛季     | 联赛     | 联赛 | 联赛 | 杯赛 | 杯赛 | 其他 | 其他 | 总计 | 总计 |
| 俱乐部             | 赛季     | 组别     | 出场 | 进球 | 出场 | 进球 | 出场 | 进球 | 出场 | 进球 |
| ------------------ | -------- | -------- | ---- | ---- | ---- | ---- | ---- | ---- | ---- | ---- |
| 阿歷山迪亞         | 2014–15  | 意丙     | 0    | 0    | 0    | 0    | 0    | 0    | 0    | 0    |
| 帕瓦罗洛（租借）   | 2014–15  | 推广     | 4    | 0    | —    | —    |      |      | 4    | 0    |
| 帕瓦罗洛（租借）   | 2015–16  | 推广     | 27   | 3    | —    | —    |      |      | 27   | 3    |
| 帕瓦罗洛（租借）   | 总计     | 总计     | 31   | 3    | 0    | 0    |      |      | 31   | 3    |
| 萨卢佐（租借）     | 2016–17  | 卓越     | 4    | 0    | —    | —    |      |      | 4    | 0    |
| 帕瓦罗洛（租借）   | 2016–17  | 卓越     | 0    | 0    | —    | —    |      |      | 0    | 0    |
| 帕瓦罗洛（租借）   | 2017–18  | 卓越     | 27   | 7    | —    | —    |      |      | 27   | 7    |
| 帕瓦罗洛（租借）   | 总计     | 总计     | 27   | 7    | 0    | 0    |      |      | 27   | 7    |
| 韦尔巴尼亚         | 2018–19  | 卓越     | 29   | 3    | —    | —    |      |      | 29   | 3    |
| 韦尔巴尼亚         | 2019–20  | 意丁     | 22   | 3    | —    | —    |      |      | 22   | 3    |
| 韦尔巴尼亚         | 总计     | 总计     | 51   | 6    | 0    | 0    |      |      | 51   | 6    |
| 柏迪亞             | 2020–21  | 意丙     | 34   | 1    | 1    | 0    | 1    | 0    | 36   | 1    |
| 弗羅西諾內         | 2021–22  | 意乙     | 18   | 3    | 1    | 0    | —    | —    | 19   | 3    |
| 尤文图斯           | 2021–22  | 意甲     | —    | —    | —    | —    | —    | —    | 0    | 0    |
| 弗羅西諾內（租借） | 2021–22  | 意丙     | 17   | 2    | 0    | 0    | —    | —    | 17   | 2    |
| 弗羅西諾內（租借） | 总计     | 总计     | 35   | 5    | 1    | 0    |      |      | 36   | 5    |
| 尤文图斯           | 2022–23  | 意甲     | 18   | 0    | 2    | 0    | 7    | 2    | 27   | 2    |
| 尤文图斯           | 2023–24  | 意甲     | 32   | 4    | 4    | 0    | —    | —    | 36   | 4    |
| 尤文图斯           | 总计     | 总计     | 50   | 4    | 6    | 0    | 7    | 2    | 63   | 6    |
| 生涯总计           | 生涯总计 | 生涯总计 | 232  | 26   | 8    | 0    | 8    | 2    | 248  | 28   |

注释
1. ↑  意丙升级附加赛
2. ↑  两场欧洲冠军联赛、五场欧足联欧洲联赛（两个进球）

### 国家队
最後更新：2022年11月20日
| 国家队 | 年份 | 出场 | 进球 |
| ------ | ---- | ---- | ---- |
| 意大利 | 2022 | 2    | 0    |
| 意大利 | 2023 | 1    | 0    |
| 总计   | 总计 | 3    | 0    |

## 荣誉记录
帕瓦罗洛
- 皮埃蒙特大区–瓦莱达奥斯塔大区卓越意大利盃冠军：2015–16[3]

韦尔巴尼亚
- 意大利足球卓越联赛A组冠军：2018–19（義大利語：Eccellenza Piemonte-Valle d'Aosta 2018-2019）[12]

尤文图斯
- 意大利盃冠军：2023–24[40]

个人
- 意乙年度最佳球员（英语：Serie B Footballer of the Year）：2021–22（英语：2021–22 Serie B）[41]